# Tirreno-Adriatico 1991
La Tirreno-Adriatico 1991, ventiseiesima edizione della corsa, si svolse dal 13 al 20 marzo 1991 su un percorso di 1317 km, suddiviso su 8 tappe. La vittoria fu appannaggio dello spagnolo Herminio Díaz Zabala, che completò il percorso in 35h12'46", precedendo l'italiano Federico Ghiotto e il messicano Raúl Alcalá.

## Tappe
| Tappa  | Data     | Percorso                                                                | km    | Vincitore di tappa | Leader cl. generale  |
| ------ | -------- | ----------------------------------------------------------------------- | ----- | ------------------ | -------------------- |
| 1ª     | 13 marzo | Pompei > Ottaviano                                                      | 185   | Federico Ghiotto   | Federico Ghiotto     |
| 2ª     | 14 marzo | Maddaloni > Frosinone                                                   | 206   | Pascal Richard     | Federico Ghiotto     |
| 3ª     | 15 marzo | Cerro al Volturno > Fossacesia                                          | 169,2 | Dmitrij Konyšev    | Federico Ghiotto     |
| 4ª     | 16 marzo | Fossacesia > Chiaravalle                                                | 220   | Silvio Martinello  | Federico Ghiotto     |
| 5ª     | 17 marzo | Montegranaro > Osimo                                                    | 154,5 | Gérard Rué         | Federico Ghiotto     |
| 6ª     | 18 marzo | Osimo > Monte Urano                                                     | 176   | Dirk De Wolf       | Federico Ghiotto     |
| 7ª     | 19 marzo | Grottammare > Ancarano                                                  | 184,5 | Jesper Skibby      | Federico Ghiotto     |
| 8ª     | 20 marzo | San Benedetto del Tronto > San Benedetto del Tronto (cron. individuale) | 18,3  | Erik Breukink      | Herminio Díaz Zabala |
| Totale | Totale   | Totale                                                                  | 1317  |                    |                      |

## Dettagli delle tappe

### 1ª tappa
- 13 marzo: Pompei > Ottaviano – 185 km

Risultati
| Pos. | Corridore            | Squadra  | Tempo    |
| ---- | -------------------- | -------- | -------- |
| 1    | Federico Ghiotto     | Ariostea | 4h31'43" |
| 2    | Thomas Wegmüller     | Weinmann | a 5"     |
| 3    | Herminio Díaz Zabala | ONCE     | a 18"    |

| Pos. | Corridore        | Squadra  | Tempo |
| ---- | ---------------- | -------- | ----- |
| 1    | Federico Ghiotto | Ariostea |       |

### 2ª tappa
- 14 marzo: Maddaloni > Frosinone – 206 km

Risultati
| Pos. | Corridore          | Squadra             | Tempo    |
| ---- | ------------------ | ------------------- | -------- |
| 1    | Pascal Richard     | Ariostea            | 5h42'24" |
| 2    | Luc Leblanc        | Castorama-Raleigh   | s.t.     |
| 3    | Maurizio Fondriest | Panasonic-Sportlife | a 8"     |

| Pos. | Corridore        | Squadra  | Tempo |
| ---- | ---------------- | -------- | ----- |
| 1    | Federico Ghiotto | Ariostea |       |

### 3ª tappa
- 15 marzo: Cerro al Volturno > Fossacesia – 169,2 km

Risultati
| Pos. | Corridore           | Squadra               | Tempo    |
| ---- | ------------------- | --------------------- | -------- |
| 1    | Dmitrij Konyšev     | TVM-Sanyo             | 4h40'39" |
| 2    | Maximilian Sciandri | Carrera Jeans         | s.t.     |
| 3    | Eric Vanderaerden   | Buckler-Colnago-Decca | s.t.     |

| Pos. | Corridore        | Squadra  | Tempo |
| ---- | ---------------- | -------- | ----- |
| 1    | Federico Ghiotto | Ariostea |       |

### 4ª tappa
- 16 marzo: Fossacesia > Chiaravalle – 220 km

Risultati
| Pos. | Corridore         | Squadra                   | Tempo    |
| ---- | ----------------- | ------------------------- | -------- |
| 1    | Silvio Martinello | GIS Gelati-Ballan         | 6h05'58" |
| 2    | Endrio Leoni      | Jolly Componibili-Club 88 | s.t.     |
| 3    | Giuseppe Citterio | ZG Mobili-Bottecchia      | s.t.     |

| Pos. | Corridore        | Squadra  | Tempo |
| ---- | ---------------- | -------- | ----- |
| 1    | Federico Ghiotto | Ariostea |       |

### 5ª tappa
- 17 marzo: Montegranaro > Osimo – 154,5 km

Risultati
| Pos. | Corridore        | Squadra   | Tempo    |
| ---- | ---------------- | --------- | -------- |
| 1    | Gérard Rué       | Helvetia  | 4h25'45" |
| 2    | Miguel Indurain  | Banesto   | a 6"     |
| 3    | Scott Sunderland | TVM-Sanyo | s.t.     |

| Pos. | Corridore        | Squadra  | Tempo |
| ---- | ---------------- | -------- | ----- |
| 1    | Federico Ghiotto | Ariostea |       |

### 6ª tappa
- 18 marzo: Osimo > Monte Urano – 176 km

Risultati
| Pos. | Corridore          | Squadra             | Tempo    |
| ---- | ------------------ | ------------------- | -------- |
| 1    | Dirk De Wolf       | Tonton Tapis-GB     | 4h39'10" |
| 2    | Jesper Skibby      | TVM-Sanyo           | a 1'46"  |
| 3    | Maurizio Fondriest | Panasonic-Sportlife | a 1'53"  |

| Pos. | Corridore        | Squadra  | Tempo |
| ---- | ---------------- | -------- | ----- |
| 1    | Federico Ghiotto | Ariostea |       |

### 7ª tappa
- 19 marzo: Grottammare > Ancarano – 176 km

Risultati
| Pos. | Corridore           | Squadra       | Tempo    |
| ---- | ------------------- | ------------- | -------- |
| 1    | Jesper Skibby       | TVM-Sanyo     | 4h42'06" |
| 2    | Maximilian Sciandri | Carrera Jeans | s.t.     |
| 3    | Gérard Rué          | Helvetia      | s.t.     |

| Pos. | Corridore        | Squadra  | Tempo |
| ---- | ---------------- | -------- | ----- |
| 1    | Federico Ghiotto | Ariostea |       |

### 8ª tappa
- 20 marzo: San Benedetto del Tronto > San Benedetto del Tronto (cron. individuale) – 18,3 km

Risultati
| Pos. | Corridore            | Squadra   | Tempo  |
| ---- | -------------------- | --------- | ------ |
| 1    | Erik Breukink        | TVM-Sanyo | 22'10" |
| 2    | Herminio Díaz Zabala | ONCE      | a 5"   |
| 3    | Melchor Mauri        | ONCE      | a 16"  |

| Pos. | Corridore            | Squadra      | Tempo     |
| ---- | -------------------- | ------------ | --------- |
| 1    | Herminio Díaz Zabala | PDM-Concorde | 35h12'46" |
| 2    | Federico Ghiotto     | Ariostea     | a 4"      |
| 3    | Raúl Alcalá          | PDM-Concorde | a 52"     |

## Classifiche finali

### Classifica generale - Maglia azzurra
| Pos. | Corridore            | Squadra           | Tempo     |
| ---- | -------------------- | ----------------- | --------- |
| 1    | Herminio Díaz Zabala | ONCE              | 35h12'46" |
| 2    | Federico Ghiotto     | Ariostea          | a 4"      |
| 3    | Raúl Alcalá          | PDM-Concorde      | a 52"     |
| 4    | Thomas Wegmüller     | Weinmann          | a 53"     |
| 5    | Maarten den Bakker   | PDM-Concorde      | a 2'01"   |
| 6    | Jesper Skibby        | TVM-Sanyo         | a 2'45"   |
| 7    | Gérard Rué           | Helvetia          | s.t.      |
| 8    | Giuseppe Petito      | GIS Gelati-Ballan | a 3'22"   |
| 9    | Scott Sunderland     | TVM-Sanyo         | a 3'32"   |
| 10   | Luc Leblanc          | Castorama-Raleigh | a 3'35"   |